# Christian Gabriel Oliva Giménez
Christian Gabriel Oliva Giménez (Ciudad del Plata, Uruguai, 1 de juny de 1996), més conegut com a Christian Oliva, és un futbolista uruguaià que juga de migcampista al Cagliari Calcio.

## Trajectòria

### Atlético Nacional
Oliva va nàixer al departament de Delta El Tigre de Ciudad del Plata al departament uruguaià de San José. Després de començar a jugar a la seua ciutat natal amb el Club de Bochas de Delta El Tigre, va fitxar pels equips juvenils del Club Nacional. Posteriorment va fitxar pel Club Atlético Bella Vista, abans de tornar definitivament al Nacional el 2016.
El gener de 2018, després de marcar 17 gols amb el filial, Oliva va ser promocionat al primer equip del Nacional amb l'entrenador Alexander Medina, qui havia treballat amb ell al filial. Oliva va fer el seu debut professional a finals de gener de 2018, entrant com a suplent a la segona part en una derrota 3-1 contra el Club Atlético Peñarol a la Supercopa Uruguaia.
Oliva va debutar a la primera divisió el 10 de febrer de 2018, jugant 14 minuts en una victòria per 3–0 a fora contra Rampla Juniors. El seu primer gol a la categoria va arribar el 15 d'abril, en una derrota a casa contra el Boston River. El 25 d'abril d'aquest any va ampliar el seu contracte amb Nacional fins al 2020.

### Cagliari Calcio
El 25 de gener de 2019 Oliva va fitxar pel Cagliari Calcio, club italià de la Serie A. L'acord va arribar en forma de cessió amb opció de compra obligatòria fins al 2023 i una opció per un any més. La seua primera temporada a Sardenya no va formar part de l'equip titular. Va debutar com a substitut del lesionat Luca Cigarini en una victòria per 3-1 a casa contra el Genoa, i va marcar el seu primer gol el 3 de novembre per assegurar una victòria per 2–0 contra l'Atalanta.

### València CF
L'1 de febrer de 2021 Oliva va fitxar pel València CF en qualitat de cedit per a la resta de la temporada 2020-21, amb opció de compra a final de temporada.